# Kento Yabuuchi
Kento Yabuuchi (japanisch 薮内 健人 Yabuuchi Kento; * 21. Januar 1995 in Sakai, Präfektur Osaka) ist ein japanischer Fußballspieler.

## Karriere
Yabuuchi erlernte das Fußballspielen in der Jugendmannschaft von Gamba Osaka und der Universitätsmannschaft der Osaka-Sangyo-Universität. Seinen ersten Vertrag unterschrieb er 2017 beim FC Gifu. Der Verein spielte in der zweithöchsten Liga des Landes, der J2 League. Für den Verein absolvierte er 15 Ligaspiele. 2019 wurde er an den Drittligisten Iwate Grulla Morioka ausgeliehen. Für Iwate Grulla Morioka absolvierte er 23 Ligaspiele. Im März 2020 unterschrieb er einen Vertrag beim Viertligisten Verspah Ōita. Nach 94 Ligaspielen, in denen er zehn Treffer erzielte, wurde sein Vertrag nach der Saison 2023 nicht verlängert.